# 東港豐隆宮
22°27′50″N 120°26′38″E / 22.463801°N 120.443856°E
東港豐隆宮，是位於臺灣屏東縣東港鎮豐漁里的媽祖廟，有稱為「十三金甲戰帥」的陣頭。

## 歷史沿革
此廟起源是咸豐年間，東港許家祖先出海捕魚時，撿到媽祖、千里眼及順風耳三尊神像，請回家祭拜。除許姓家族外，附近居民亦前來朝拜，至1967年成立豐隆堂。廟主祀媽祖外，還祭祀楚府、池府、金府、黃府等千歲。
東港的陣頭原先是由臺南元和宮白龍庵的郭榮耀傳來，在日治時代晚期開始，東港人發展自己的陣頭，到1960年代又出現另一類型的家將團，以含有兵器表演的朝隆聖堂開先例。1994年，豐隆堂成立了十三金甲戰帥，其特色是家將背上有雉雞尾以及畫上蜘蛛、魚、蛇等各種動物臉譜，在宗教上屬於楚府千歲的兵馬。該陣頭就與香吉堂的五靈聖將、溫府正修堂的聖將屬同類型的家將團。東港迎王平安祭典在東港東隆宮舉行過火儀式時，十三金甲戰帥就會參加，進行拜廟儀式。

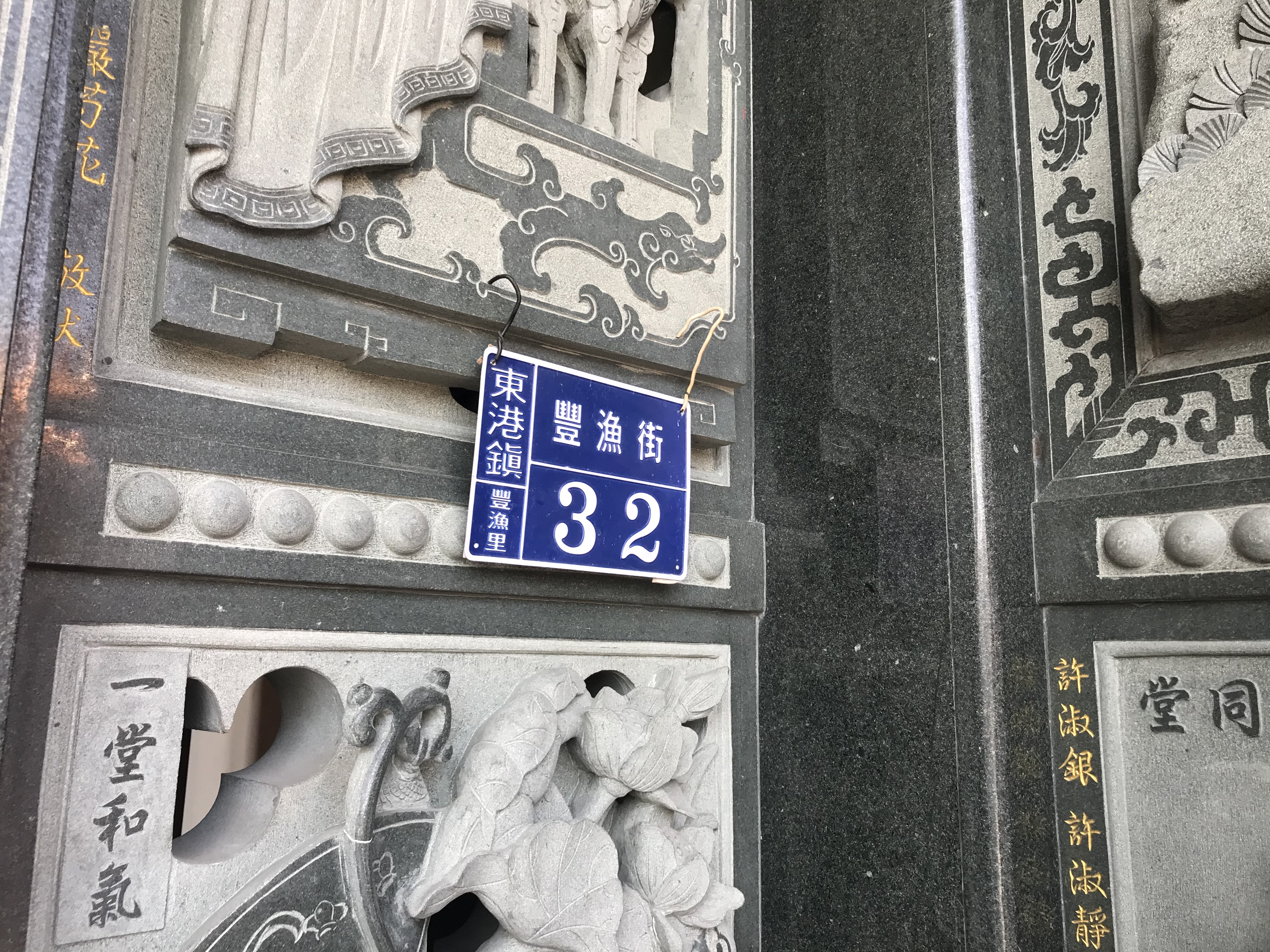
門牌為豐漁里豐漁街32號。

在豐隆堂主任委員吳勝發出面協調及奔走下，許姓族人決定捐出所有兩百多坪土地，擴建為「豐隆宮」，於2011年1月11日舉行動土儀式。興建歷經五年，於2016年5月14日舉行開廟門入火大典。

## 外部連結
- 東港豐隆宮的Facebook專頁